# Hippobroma longiflora
Hippobroma longiflora ist die einzige Art der Pflanzengattung Hippobroma innerhalb der Familie der Glockenblumengewächse (Campanulaceae).

## Beschreibung

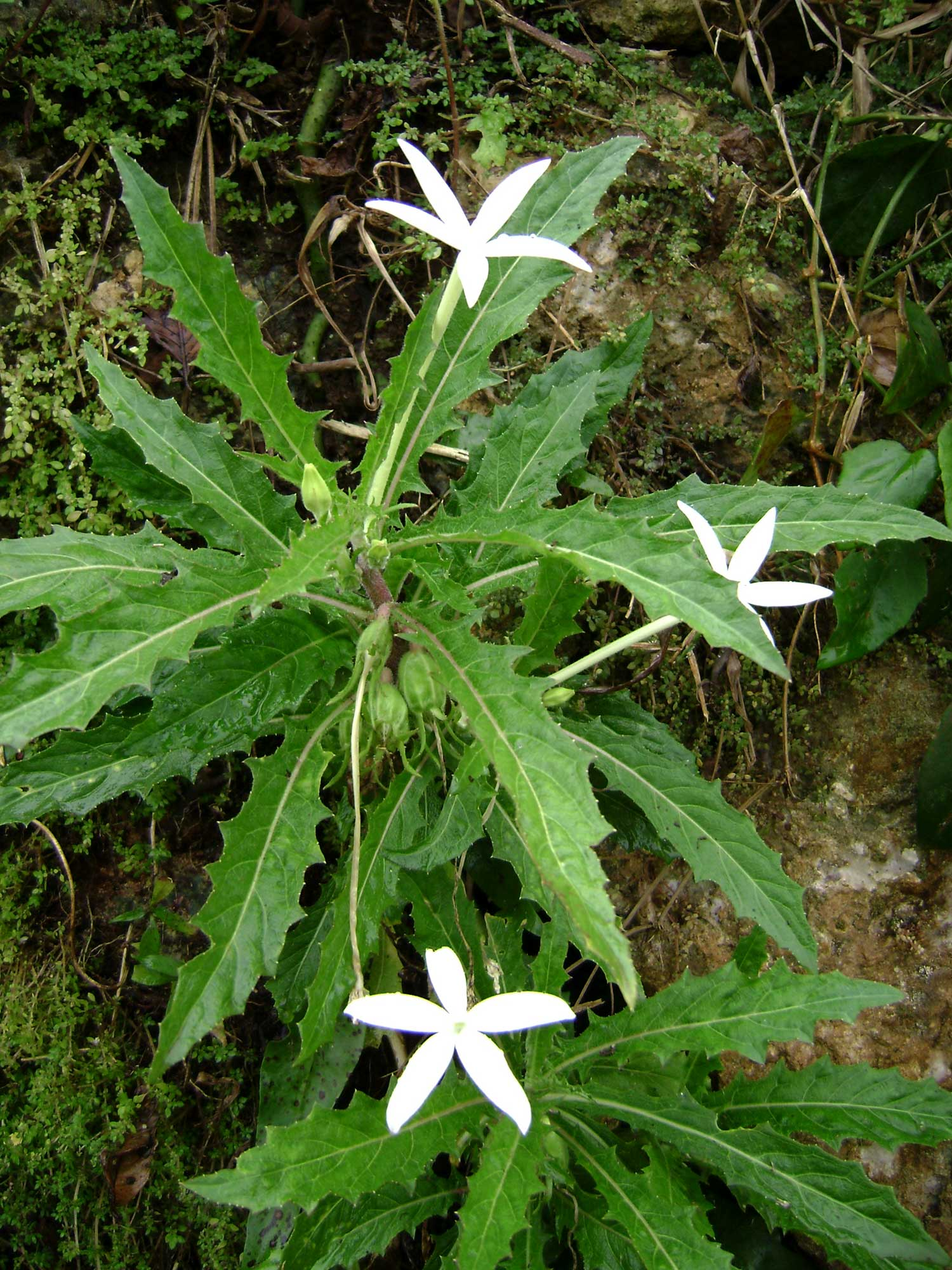
Habitus, Laubblätter und Blüten

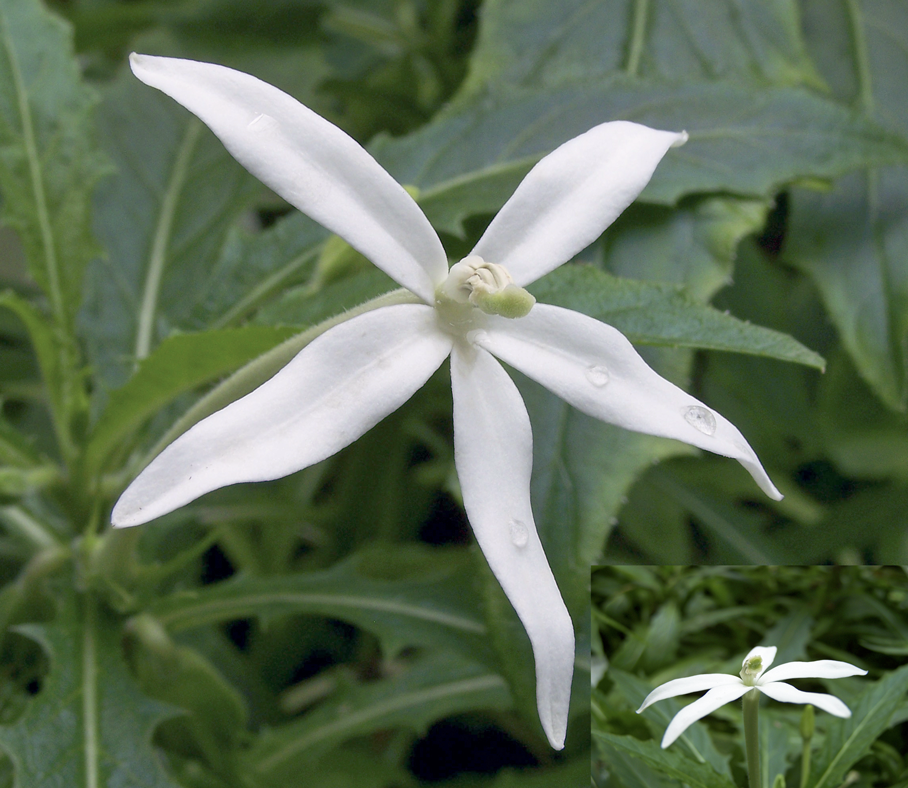
Blüte im Detail

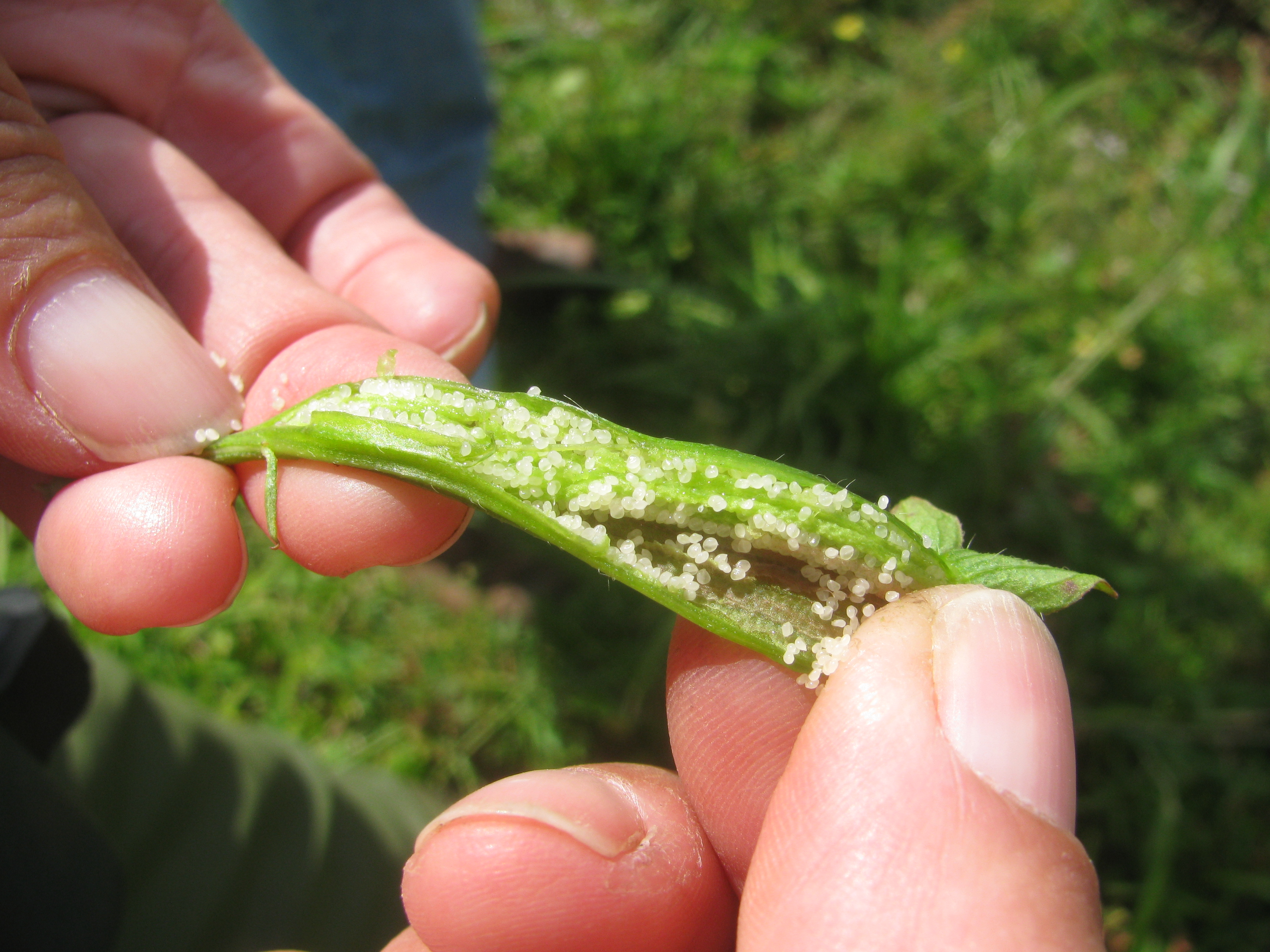
Frucht und Samen

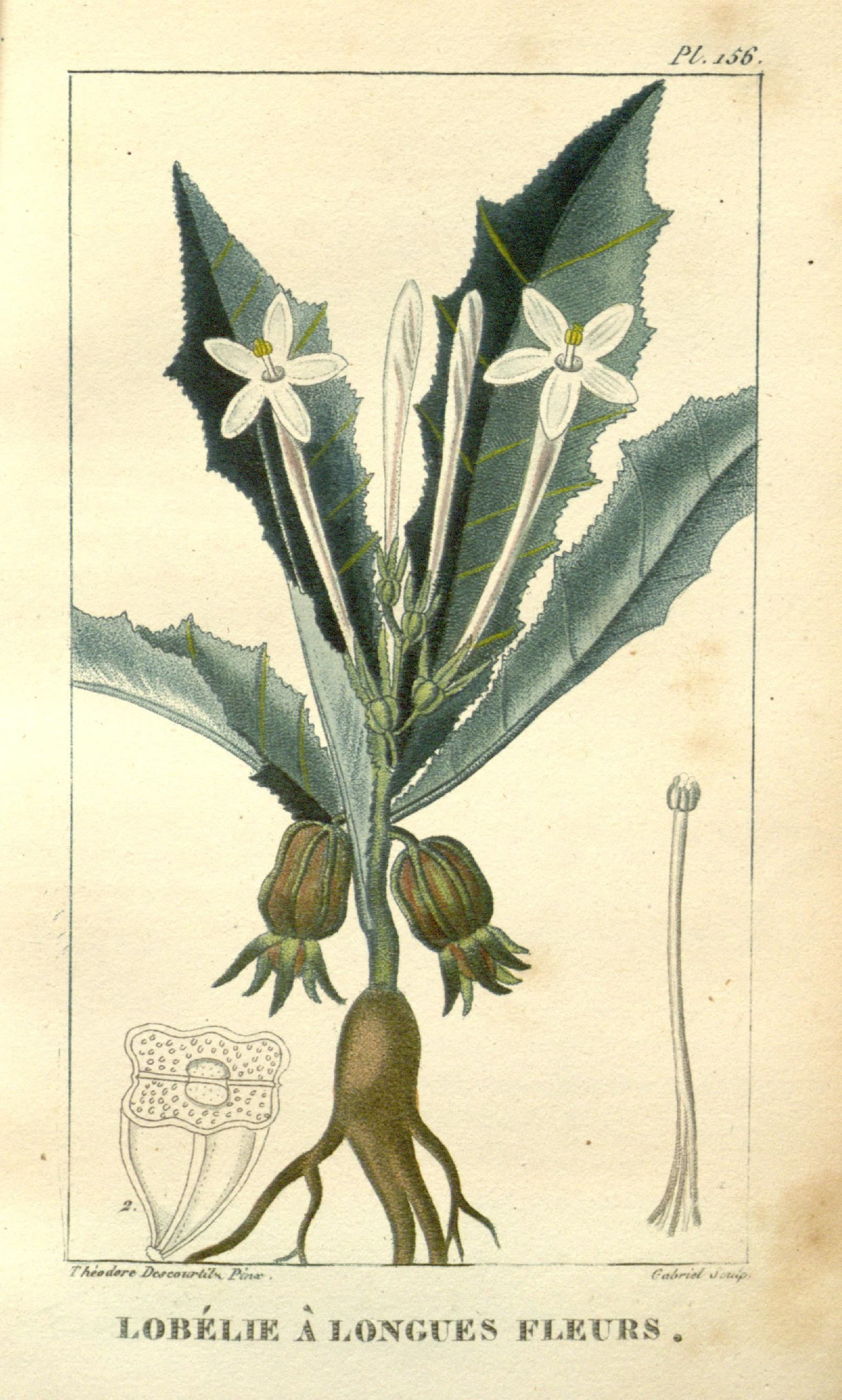
Illustration aus Flore médicale des Antilles, ou, Traité des plantes usuelles, Tafel 156

### Vegetative Merkmale
Hippobroma longiflora ist eine ausdauernde, krautige Pflanze und erreicht Wuchshöhen von meist 30 bis 50 (9 bis zu 90) Zentimetern. Die grobfasrigen, fleischigen Wurzeln sind bündelig und knollig verdickt. Die oberirdischen Pflanzenteile sind kahl oder behaart. Die aufrechten oder niederliegenden Stängel sind einfach oder im unteren Bereich verzweigt und kahl oder nach oben hin zunehmend zottig behaart.
Die wechselständig am Stängel verteilt angeordneten Laubblätter sind sitzend bis kurz gestielt. Die einfache, pergamentartige Blattspreite ist bei einer Länge von selten ab 5 bis, meist 10 bis 20 Zentimeter sowie einer Breite von selten ab 1 bis, meist 2 bis 5 Zentimeter breit, elliptisch bis lanzettlich oder verkehrt-eilanzettlich und zur Spreitenbasis verschmälert mit spitzem oder zugespitztem oberen Ende. Der schrotsägeförmige Blattrand ist grob und klein gezähnt. Die Blattspreite ist kahl oder manchmal spärlich zottig behaart. Es liegt Fiedernervatur vor. Es sind keine Nebenblätter vorhanden.

### Generative Merkmale
Die relativ großen, duftenden Blüten stehen einzeln in den Blattachseln. Der mit einer Länge von 3 bis 10 Millimetern relativ kurze Blütenstiel ist dicht zottig behaart und besitzen an ihrer Basis zwei 2 bis 4 Millimeter langen, fadenförmige Deckblätter.
Die zwittrige Blüte ist fast radiärsymmetrisch und fünfzählig mit doppelter Blütenhülle. Der deutlich zehnrippige Blütenbecher (Hypanthium) ist bei einer Länge von 6 bis 10 Millimetern glockenförmig, verkehrt-kegelförmig oder ellipsoid und dicht zottig oder flaumig behaart. Die fünf Kelchblätter sind verwachsen. Die fünf aufrechten Kelchlappen sind bei einer Länge von 8 bis 18, selten bis zu 22 Millimetern sowie einer Breite von etwa 1 Millimeter linealisch, kurz zottig behaart und bewimpert mit schwielig gezähntem Rand. Die stieltellerförmige Blütenkrone ist weiß, gelegentlich mit grünlichen Nerven. Die fünf Kronblätter sind zu einer kahlen, geraden Kronröhre verwachsen, die mit einer Länge von 5 bis 13,5 Zentimeter sowie einem Durchmesser von selten 1 bis, meist 2 bis 4 Millimetern sehr lang und schlank ist. Die fünf fast gleichen, ausgebreiteten Kronlappen sind bei einer Länge von 1,3 bis 2,7 Zentimetern mehr oder weniger schmal-elliptisch, lanzettlich oder schmal-eiförmig bis eilanzettlich. Es sind zwei Kreise mit je fünf Staubblättern vorhanden. Die Staubfäden und die Staubbeutel sind zu einer zehnfurchigen, etwa 7 Millimeter langen, kahlen Röhre verwachsen, die im oberen Bereich der Kronröhre inseriert ist und diese ein wenig überragt. Die Staubbeutel sind im oberen Bereich mit einem weißen, steifen Haarbüschel bärtig. Die kürzeren Staubbeutel sind etwa 3 Millimeter lang und die längeren 5 bis 6 Millimeter lang. Der (halb)unterständige Fruchtknoten ist kreiselförmig und pentagonal. Die Narbe ist breit zweilappig.
Die zweikammerigen Kapselfrüchte mit beständigen Kelchzipfeln sind bei einer Länge von 11 bis 20 Millimetern sowie einem Durchmesser von 8 bis 12 Millimetern verkehrt-kegelförmig, glockenförmig, verkehrt-eiförmig oder ellipsoid und dicht zottig behaart. Die bei Reife herabhängende Kapselfrucht öffnet sich lokulizid und vom oberen Ende ausgehend mit zwei Fruchtklappen und enthält viele Samen. Die Früchte wirken oft mehr unterständig als es tatsächlich der Fall ist, da sie dicht vom freien Rand des Hypanthium umhüllt sind. Die hell-braunen bis rot-braunen Samen sind bei einer Länge von 0,7 bis 0,8 Millimetern breit-ellipsoid, bleistiftförmig oder etwas abgeflacht mit gerundeten Enden und netzartiger Samenschale.

### Chromosomensatz
Die Chromosomengrundzahl beträgt x = 14; es liegt Diploidie mit einer Chromosomenzahl von 2n = 28 vor.

## Inhaltsstoffe
Aus den Pflanzenteilen konnten die Diphenethylpiperidin-Alkaloide Lobelin, (−)-cis-2′,2′′-Diphenyllobelidiol, (−)-cis-2′,2′′-Diphenyllobelidiol-N-oxid, sowie Hippofolin A und B isoliert werden.

## Verbreitung
Hippobroma longiflora stammt von den Westindischen Inseln, vermutlich aus Jamaika. Hippobroma longiflora ist in den Subtropen bis Tropen beispielsweise in Mittel- und Südamerika von Mexiko bis nach Peru sowie Brasilien und in Asien als Neophyt weitverbreitet.

## Systematik
Die Erstveröffentlichung erfolgte 1753 unter dem Namen (Basionym) Lobelia longiflora durch Carl von Linné in Species Plantarum, Band 2, Seite 930. Die Neukombination zu Hippobroma longiflora (L.) G.Don wurde 1834 durch George Don junior in A General History of the Dichlamydeous Plants, Band 3 Seite 717 veröffentlicht, dabei wurde die Gattung Hippobroma G.Don aufgestellt. Der Gattungsname Hippobroma setzt sich zusammen aus den Wörtern Hippo für „Pferd“ und broma für „giftig“, da die giftigen Pflanzenteile problematisch sind, wenn sie von Pferden gefressen werden. Das Artepitheton longiflora bedeutet „mit langen Blüten“.
Weitere Synonyme für Hippobroma longiflora (L.) G.Don sind: Isotoma longiflora (L.) C.Presl, Laurentia longiflora (L.) Endl., Laurentia longiflora (L.) E.Wimm., Laurentia longiflora (L.) Peterm., Rapuntium longiflorum (L.) Mill., Solenopsis longiflora (L.) M.R.Almeida.
Hippobroma longiflora ist die einzige Art der Gattung Hippobroma in der Unterfamilie Lobelioideae innerhalb der Familie der Campanulaceae.

## Nutzung
Pflanzenteile der giftigen Hippobroma longiflora werden in der Volksmedizin verwendet. Ihre Wirkstoffe werden untersucht.